# Années 1070 av. J.-C.
Les années 1070 av. J.-C. couvrent les années de 1079 av. J.-C. à 1070 av. J.-C.

## Événements

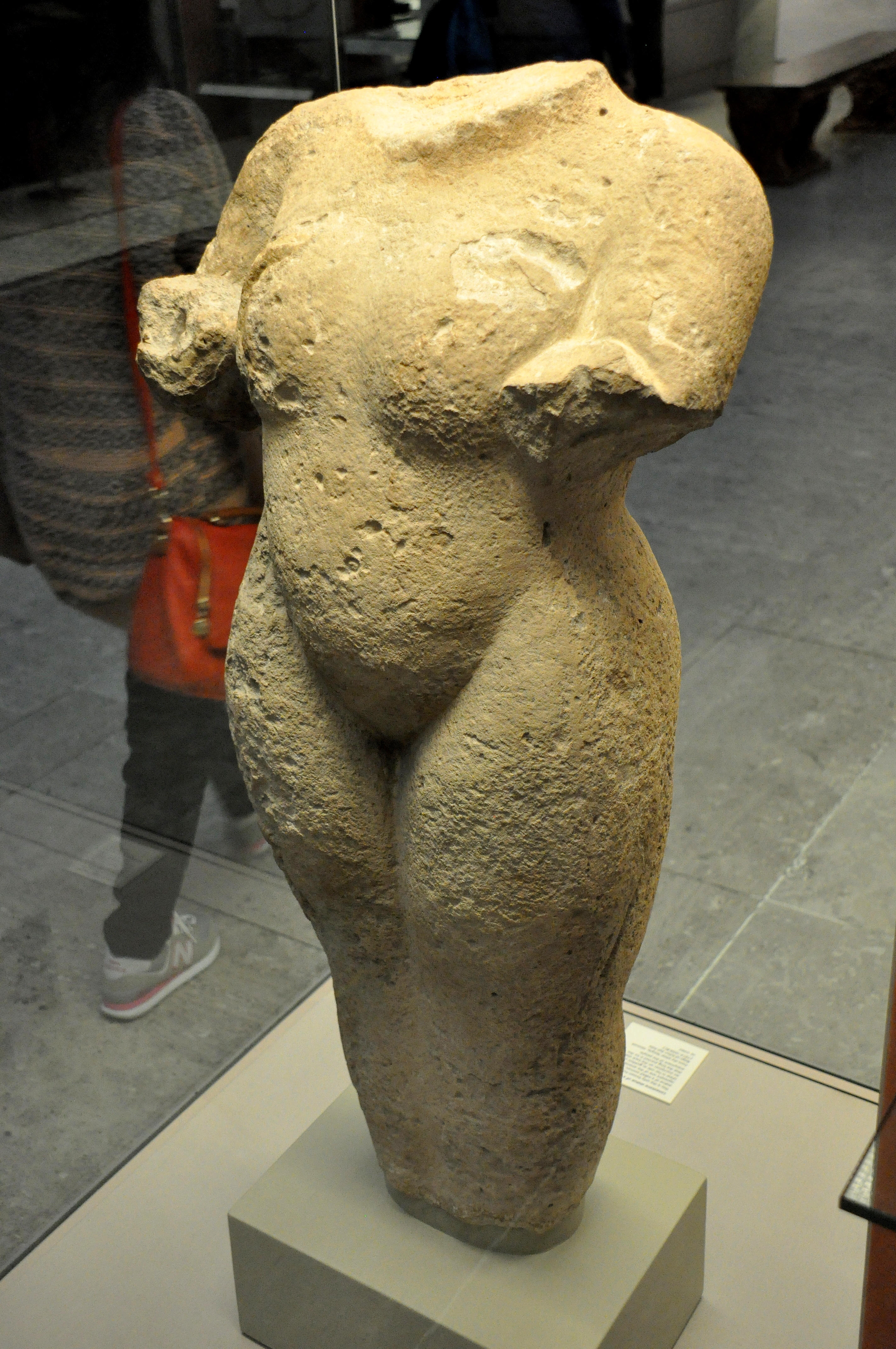
Statue en ronde-bosse de femme nue sans tête, découverte dans le secteur du temple d'Ishtar à Ninive. Elle porte une inscription au nom d'Assur-bel-kala.

- 1077-1074 av. J.-C.[1] : règne de Asharid-apal-Ekur, roi d’Assyrie[2].
- 1077-911 av. J.-C.[1] : à la mort de Téglath-Phalasar Ier, la poussée araméenne en Assyrie et en Babylonie se fait plus pressante. La Mésopotamie est en proie aux guerres civiles et à l’invasion étrangère, aux inondations et à la famine[2].
- 1074-1057 av. J.-C.[1] : règne de Ashur-bêl-kala, roi d’Assyrie. Les Araméens atteignent les environs d’Assur. Ashur-bêl-kala doit faire la paix avec Babylone pour les arrêter[2].
- Vers 1070 av. J.-C.[1] : des destructions sont signalées sur plusieurs sites en Grèce, notamment à Mycènes et à Tirynthe.